# Anthreptes rubritorques
Anthreptes rubritorques е вид птица от семейство Nectariniidae. Видът е световно застрашен, със статут Уязвим.

## Разпространение
Разпространен е в Танзания.